# Johan Joseph Zoffany
Johann Zoffany ou Zauffelij né le 13 mars 1733 à Francfort-sur-le-Main et mort le 11 novembre 1810 à Strand-on-the-Green (en), est un peintre, graveur et portraitiste allemand qui exerça en Angleterre, où il meurt, à Chiswick, près de Londres.

## Biographie
Son père était originaire de Bohême. Tout d'abord élève de Martin Speer (de) à Ratisbonne, Johan Joseph Zoffany se rendit dans sa jeunesse en Italie, et il y passa quelques années ; il vint ensuite à Coblence, où il peignit des portraits, mais ne trouvant que de faibles ressources dans les provinces rhénanes, il passa en Angleterre, et il s'y fit bientôt connaître d'une façon avantageuse. Lorsque l'Académie royale fut fondée, en 1768, il figura parmi les premiers membres de ce corps. Lié avec le célèbre Garrick, il attira l'attention en exposant les portraits de quelques artistes dramatiques ; il représenta Garrick dans trois de ses meilleurs rôles. 
En 1771, il exécuta une vaste composition qui réunissait sur la même toile les portraits de dix personnes de la famille royale ; ce tableau, habilement gravé par Earlom, eut un grand succès auprès des Anglais dévoués à leur souverain, alors populaire. Zoffany retourna ensuite en Italie, et il peignit à Florence une vue remarquable de l'intérieur de la célèbre tribune des Offices de cette ville qui comportait des reproductions sur une petite échelle des principaux chefs-d'œuvre contenus dans cette brillante collection des Médicis ; ce tableau original et intéressant fut acquis par George III du Royaume-Uni. Il séjourné également à Parme.
De retour à Londres, Zoffany peignit les Élèves de l'école de dessin à l'Académie royale peignant d'après le modèle, il plaça dans cette composition trente-six portraits des artistes les plus éminents de l'époque. L'œuvre fut fort goûtée du public. Elle a été également gravée par Earlom. Thomas Gainsborough réalisa vers 1772 une étude de son portrait pour cette composition, conservée à la Tate Britain.
En 1781, Zoffany prit le parti de passer en Inde ; il visita quelques-unes des principales villes de l'intérieur, et il produisit quelques tableaux très curieux : L'Entrée à Patna de l'ambassadeur du vizir d'Oude (très vaste composition où se trouvent plus de cent figures humaines, des chevaux, des éléphants) ; un Combat de coqs (autre réunion d'une foule de figures) ; une Chasse au tigre. Les princes de l'Inde furent charmés des productions de l'artiste, et ils le payèrent généreusement. 
Quinze ans plus tard, Zoffany est de retour à Londres (1796), y rapportant une fortune considérable. La vieillesse l'obligea à ralentir ses activités. Il se retira à Kew, un des plus agréables séjours qu'offrait le voisinage de la capitale, et il y mourut en 1810. Il est enterré à l'église de Kew.
Un connaisseur éclairé, Gustav Friedrich Waagen, dans ses divers ouvrages sur les arts en Angleterre, signale avec distinction un tableau de Zoffany qui se trouve dans la collection d'un amateur instruit, M. Maclellan : une Réunion de famille où deux enfants se livrent à l'exercice de la danse.
Il a été élu membre de la Royal Academy (RA) le 11 décembre 1769.

## Œuvres
- La Dernière Cène (1787)[4], huile sur toile, 244 × 160 cm, Calcutta, Église Saint-Jean.
- Vénus et Adonis, Bordeaux, musée des Beaux-arts, don de François-Louis Doucet en 1805.
- Vénus sur les eaux, Bordeaux, musée des Beaux-arts, don de François-Louis Doucet en 1805.
- Autoportrait en David vainqueur de Goliath, huile sur toile, 92 × 74 cm, Melbourne, National Gallery of Victoria, acquise en 1994.
- Le Révérend Randall Buroughes et son fils Ellis, Paris, musée du Louvre, achat en vente publique en 1978.
- Charles Towneley dans sa galerie de sculptures (1782), huile sur toile, 127 × 102 cm, Burnley, Towneley Hall, Art Gallery and Museum.
- La Tribune des Offices (1772-1778), représentant la tribune du même-nom, huile sur toile, 123,5 × 155 cm, Château de Windsor, Royal Collection.
- Portrait de la reine Charlotte (1766), huile sur toile, Holburne Museum, Bath.

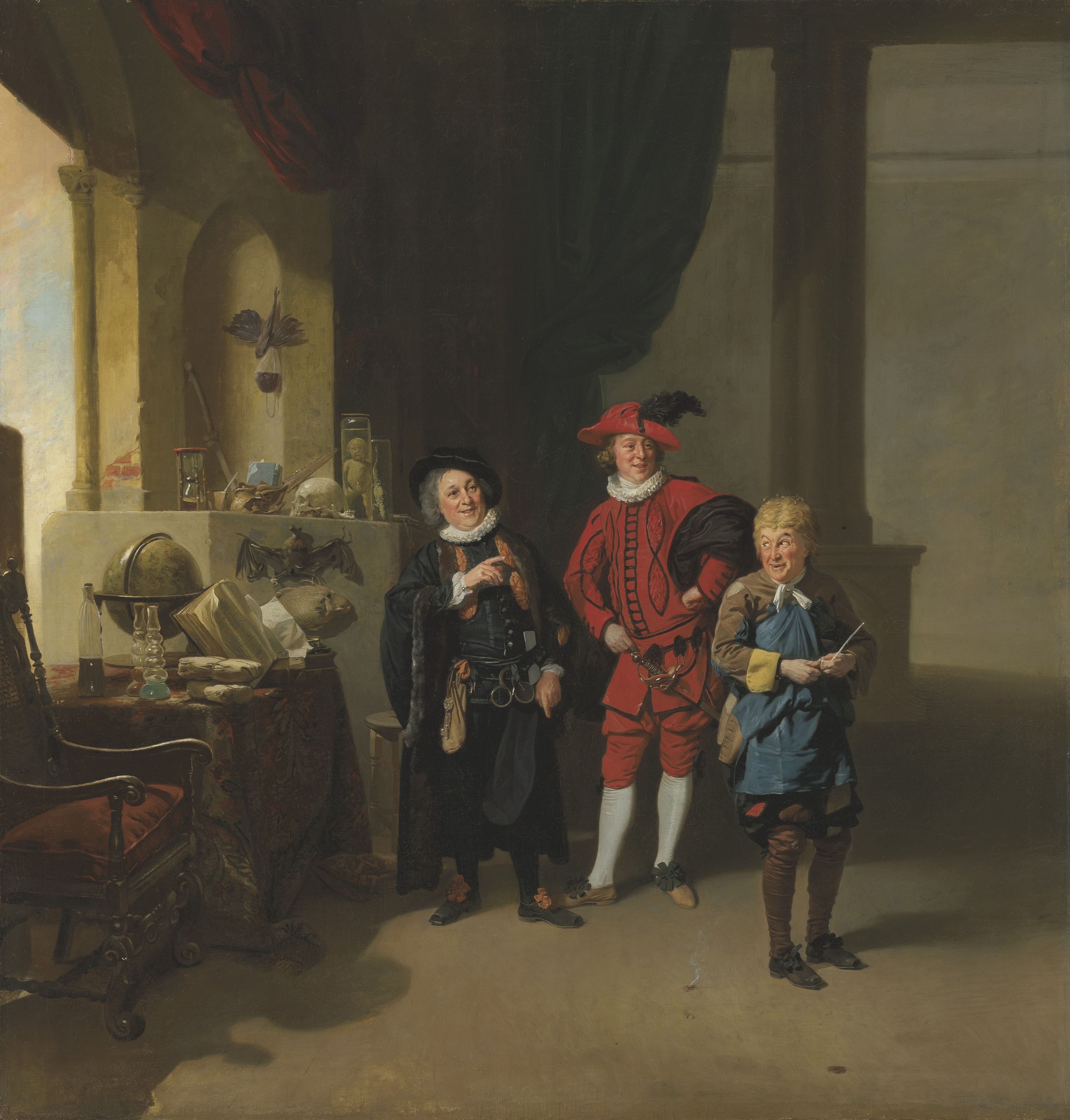
David Garrick dans L'Alchimiste de Ben Jonson
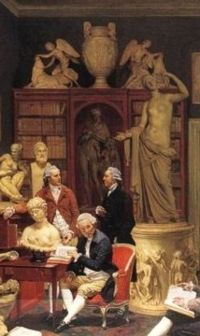
Charles Townley et ses amis
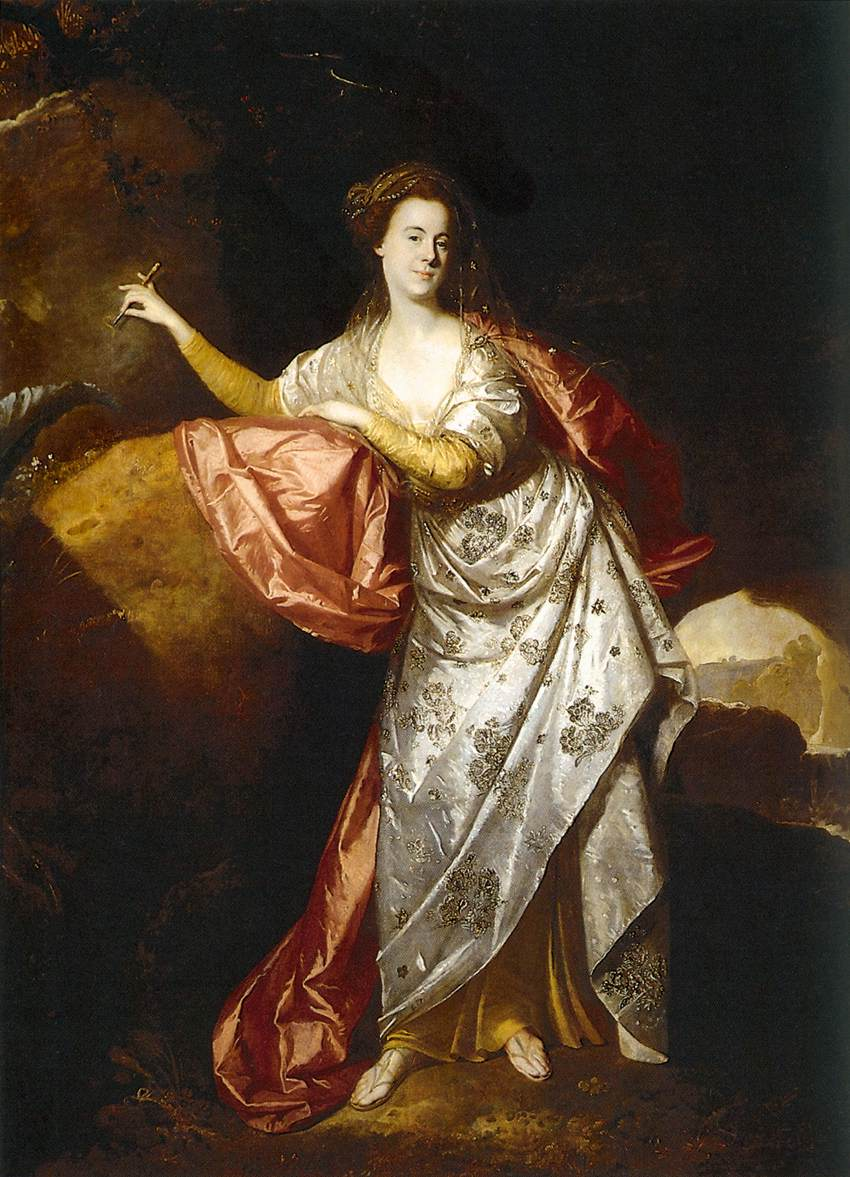
Portrait d'Ann Brown dans le rôle de Miranda
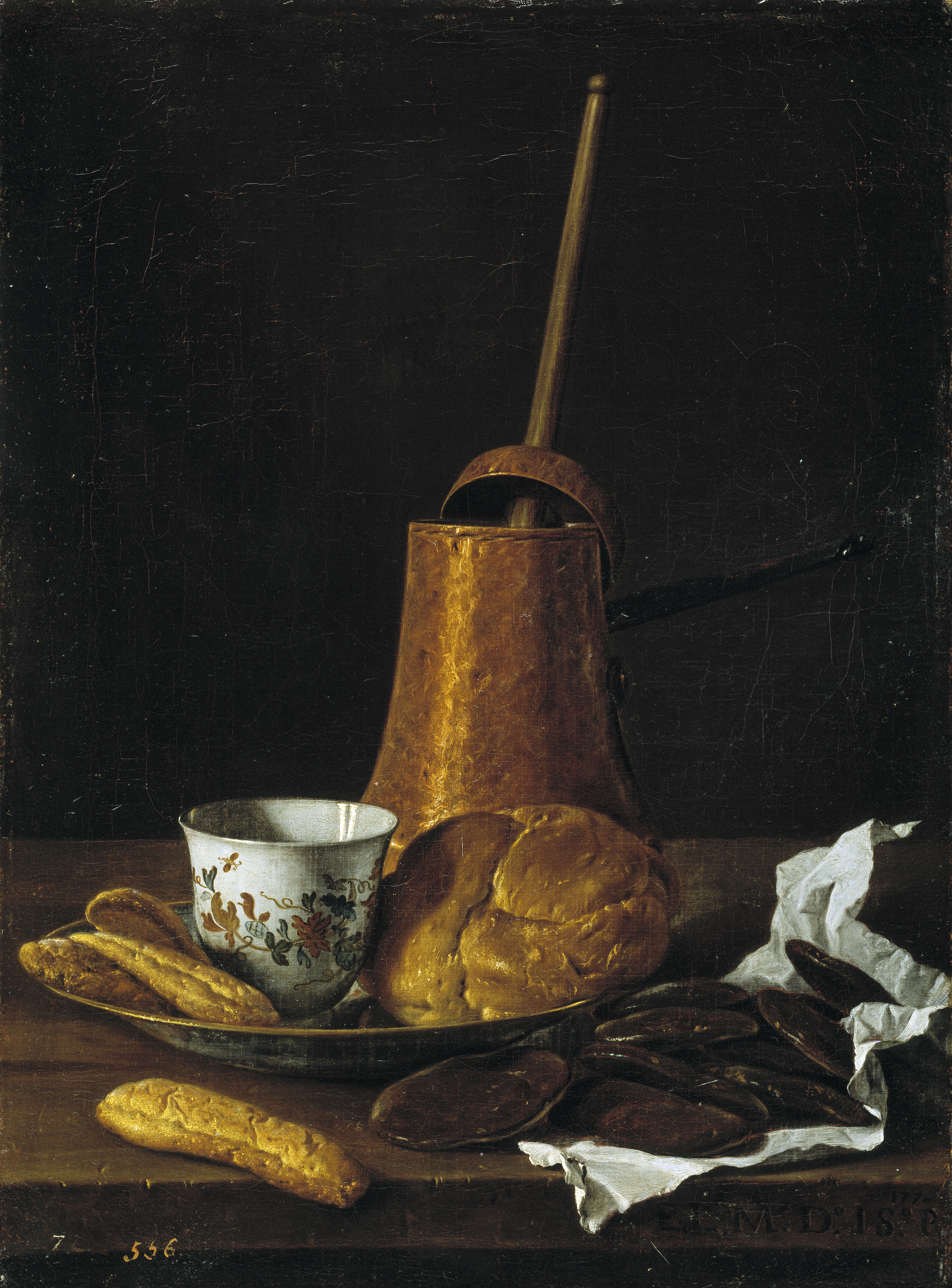
Nature morte avec service à chocolat
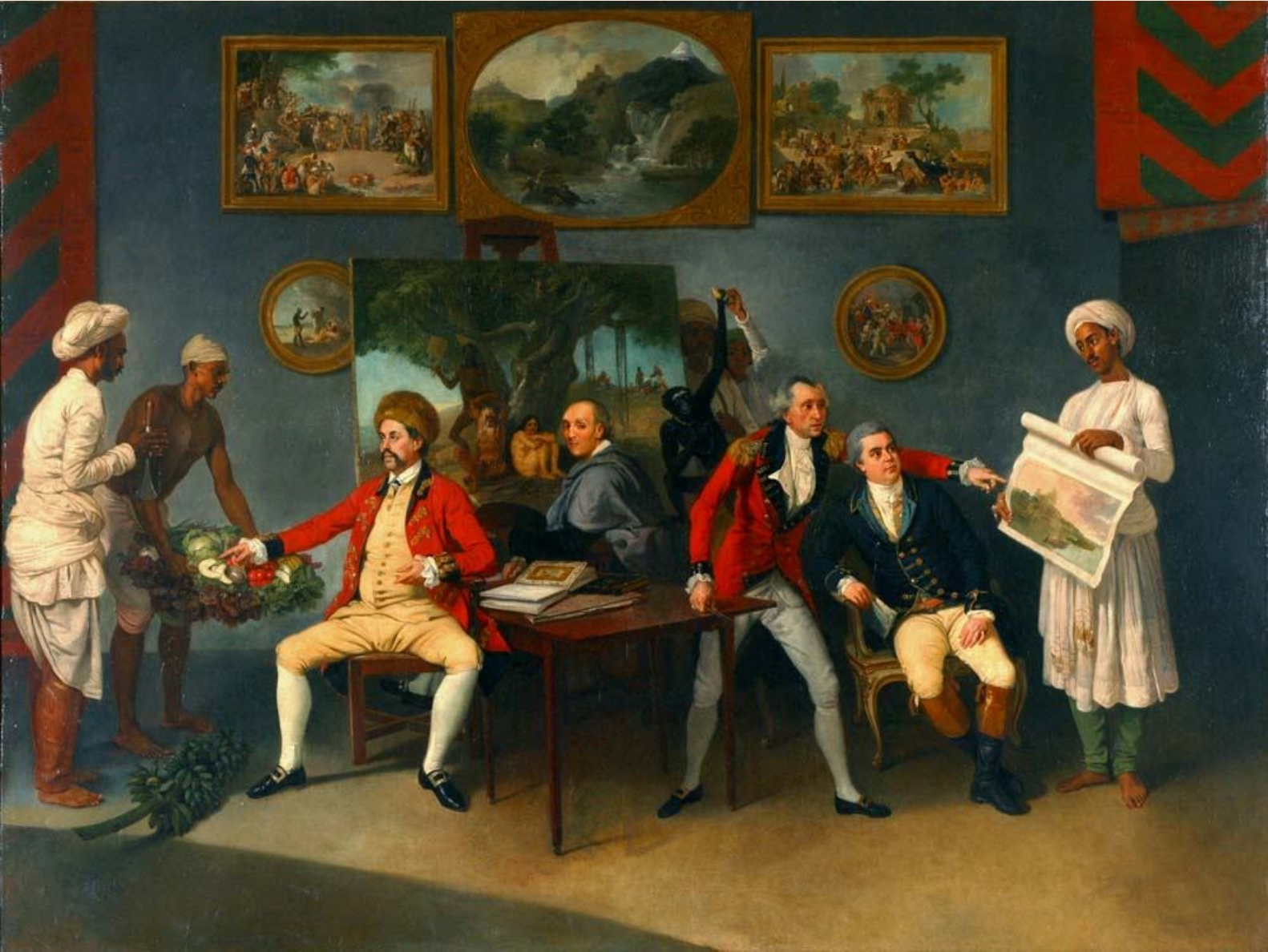
Antoine-Louis Polier, Johann Zoffany, Claude Martin et John Wombwell
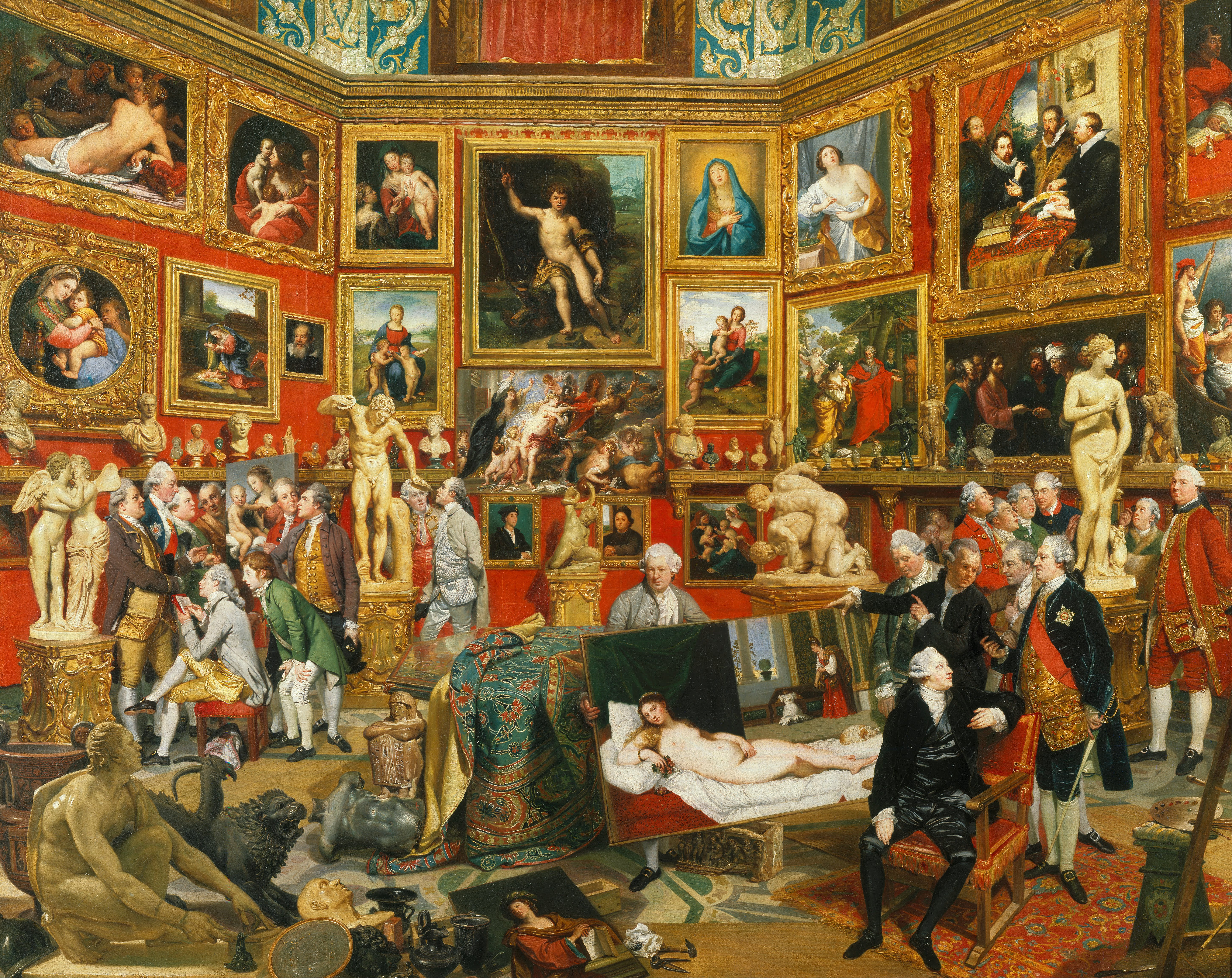
La Tribune des Offices, 1772-8, Royal Collection, Windsor
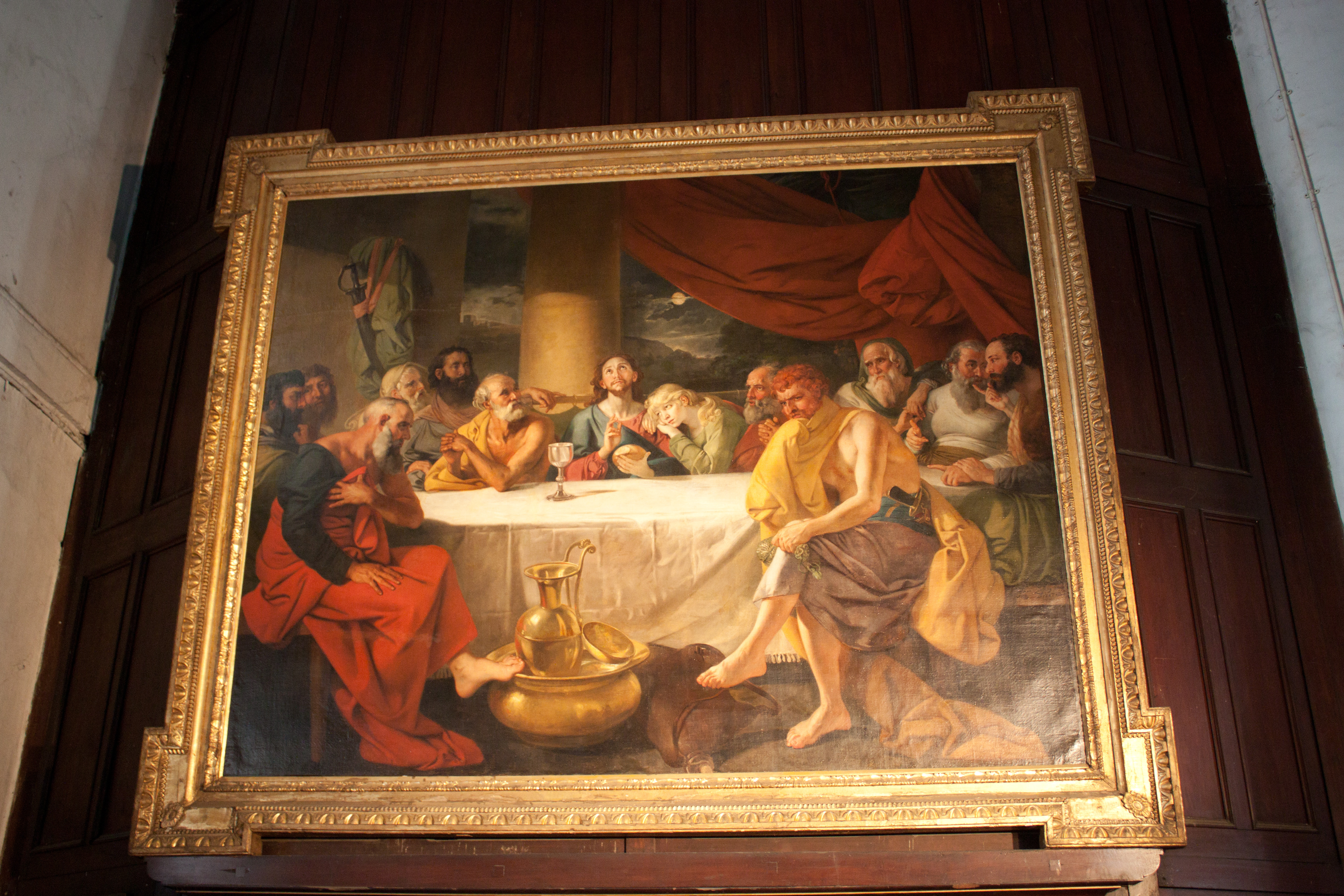
La Dernière Cène, Église Saint-Jean, Calcutta